# Josep Reventós i Truch
Josep Reventós i Truch (Barcelona, Barcelonès, 1840) fou un compositor català.
Fou deixeble d'en Andreví i en Puig i Capdevila, i el 1865 se l'anomenà professor auxiliar de cant del Conservatori de la seva ciutat natal. Més tard es traslladà a Madrid, on fundà una escola de música per a infants en la Reial Església de Montserrat; també va ésser professor auxiliar del Conservatori madrileny.
Entre les seves composicions es compten:
- Una Simfonia de factura clàssica;
un Stabat Mater a gran orquestra;
Villancets, etc.

A més publicà, l'obra titulada Encologia musical de la que n'és autor, la qual es compon d'una Missa i d'una col·lecció de 51 cants i motets religiosos a solo 2, 3 i 4 veus, amb acompanyament d'orgue, que constitueixen un volum en mida foli de 368 pàgines de música, i en la que més atendible circumstància consisteix en el fet que no necessita grans elements artístics per a la seva interpretació.